# Ineta Radēviča
Ineta Radēviča (Krāslava, 1981. július 13. –) Európa-bajnok lett atléta, távolugró.

## Pályafutása
A 2003-as U23-as Európa-bajnokságon hármas- és távolugrásban is bronzérmes lett.
2004-ben szerepelt első alkalommal az olimpiai játékokon. Athénban két versenyszámban indult, döntőbe azonban egyikben sem jutott. Távolugrásban tizenkettedik, míg hármasugrásban a huszadik helyen végzett.
A 2008-as pekingi játékokat terhesség miatt kihagyta.
A 2010-es Európa-bajnokságon 6,92-es új egyéni és litván rekorddal aranyérmes lett. Radēviča a portugál Naide Gomes-sel azonos eredményt ugrott. Kettőjük között a második legjobb eredményük döntött, ez a litvánnak 6,87, míg a portugálnak 6,68 volt. Egy évvel később, a tegui világbajnokságon 6,76-dal bronzérmesként zárt, a címvédő Brittney Reese, és 6,77-dal a második Olga Kucserenko mögött.

## Egyéni legjobbjai
| Versenyszám | Eredmény      | Szélsebesség | Helyszín   | Dátum               |
| Szabadtér   | Szabadtér     | Szabadtér    | Szabadtér  | Szabadtér           |
| ----------- | ------------- | ------------ | ---------- | ------------------- |
| Távolugrás  | 6,92 méter NR | +0,7 m/s     | Barcelona  | 2010. július 28.    |
| Hármasugrás | 14,12 méter   | +1,1 m/s     | Athén      | 2004. augusztus 21. |
| Fedett      |               |              |            |                     |
| Távolugrás  | 6,67 méter    | –            | Birmingham | 2007. március 2.    |
| Hármasugrás | 13,89 méter   | –            | Párizs     | 2011. március 4.    |

magyarázat: NR = nemzeti rekord

## Magánélete
2004 szeptemberében meztelen képei jelentek meg a Playboy magazinban.
Házas, férje Pjotr Szcsasztlivij profi jégkorongozó, a Torpedo Nyizsnyij Novgorod játékosa.